# Ushio (schip, 1931)

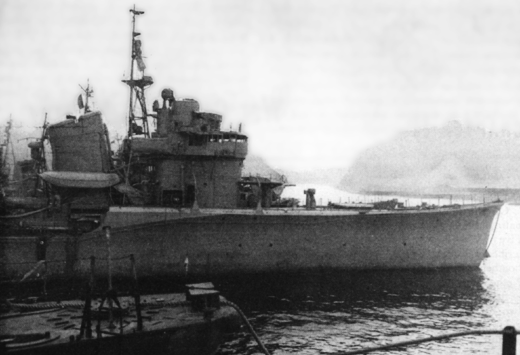
Ushio

De Ushio (Japans: 潮, Getijdestroom) was een Fubiki-klasse torpedojager, die dienstdeed bij de Keizerlijke Japanse Marine, tijdens de Sino-Japanse Oorlog en in de Tweede Wereldoorlog. Ze was een van slechts twee oorlogsschepen van de 24 uit haar klasse en het enige van de 22 oorlogsschepen van de aanval op Pearl Harbor op 7 december 1941 dat de Tweede Wereldoorlog overleefde.

## Geschiedenis
De "Ushio" werd gebouwd door de Uraga Dock Co., waar ze gebouwd werd op 24 december 1929 en volledig werd afgewerkt op 14 november 1931. Ze werd ingedeeld tot het 7e Destroyer Division, door versterkte dekking te geven voor de 1e Carrier Division-groep.
De "Ushio" werd beschadigd, samen met verschillende andere schepen van de Keizerlijke Marine, tijdens een zware storm in 1935. Ze werd nadien bij aankomst hersteld en nam daarna deel in verscheidene grote belangrijke zeeslagen tijdens de Pacifische Oorlog, met inbegrip van de Aanval op Pearl Harbor en Guadalcanal.
De "Ushio" mengde zich in de laatste twee acties tegen Amerikaanse onderzeeërs:
- De USS Perch (SS-176) werd ernstig en fataal getroffen door aanvallen van de torpedobootjagers "Ushio" en haar zusterschip "Sazanami" op 3 maart 1942.
- De USS Bergall (SS-320) werd door de "Ushio" opgespoord, nadat ze de kruiser "Myoko" op 5 december 1944 had getorpedeerd, maar de USS Bergall kon, in tegenstelling tot USS Perch, ontsnappen aan haar dieptebommen.

De "Ushio" werd verscheidene malen beschadigd in zeegevechten, met inbegrip door zware Amerikaanse kustbatterijen vanuit Midway en door een Amerikaanse luchtaanval op Manilla, op 13 november 1944. Op 25 oktober 1944 nam de "Ushio" actief deel in de Slag in de straat van Surigao en op 26 oktober, terwijl ze de beschadigde kruiser "Abukuma" escorteerde, die naar de haven werd gevoerd voor herstellingen, zonk de "Abukuma" onderweg door acties van Amerikaanse B-24 Liberator-bommenwerpers. De "Ushio" pikte 283 overlevenden uit zee op. De torpedojager overleefde de oorlog, maar werd toch later uit de Marinedienst geschrapt op 4 augustus 1948.

## Bevelhebbers
- Chef Uitrusting Officier - Com. Raizo Tanaka - 31 oktober 1931 - 14 november 1931
- Com. Raizo Tanaka - 14 november 1931 - 1 december 1932
- Com. Yoshiaki Inagaki - 1 december 1932 - 15 november 1933
- Com. Susumu Kimura - 15 november 1933 - 15 november 1934
- Lt. Com. Moichi Narita - 15 november 1934 - 15 maart 1935
- Lt. Com. Yoshihisa Mori - 15 maart 1935 - 1 december 1937
- Com. Ranji Oe - 1 december 1937 - 15 december 1938
- Com. Masao Yamagawa - 15 december 1938 - 15 oktober 1940
- Lt. Com. / Com. Kanji Yano - 15 oktober 1940 - 1 oktober 1941 (Gepromoveerd tot Commandant op 15 november 1940.)
- Lt. Com. Yoshitake Uesugi - 1 oktober 1941 - 20 januari 1943 (Hij nam deel aan de aanval op Pearl Harbor en Midway - Hij bracht de USS Perch tot zinken.)
- Com. Takeo Kanda - 20 januari 1943 - 3 juli 1943
- Lt. Com. / Com. Masaomi Araki - 3 juli 1943 - 9 februari 1945 (Gepromoveerd tot Commandant op 15 oktober 1944.) (Hij bestookte de USS Begall.)
- Lt. Com. Fumio Satou - 9 februari 1945 - 15 augustus 1945 (Einde van de oorlog)

## Ushio (torpedojager)
- Klasse en Type: Fubuki-klasse - Torpedobootjager Keizerlijke Japanse Marine
- Gebouwd: 24 december 1929
- Te water gelaten: 17 november 1930
- In dienst gesteld: 14 november 1931
- Status: Geschrapt van Marinelijst op 4 augustus 1948

### Technische gegevens
- Waterverplaatsing: 2.050 ton
- Lengte: 115,30 m
- Breedte: 10,40 m
- Diepgang: 3,20 m
- Vermogen: 4 × Kampon type ketels - 2 × Parsons gekoppelde turbines - 2 × schroeven van 50.000 pk (37 kW)
- Snelheid: 38 knopen (70 km/h)
- Reikwijdte: 5.000 zeemijl aan 14 knopen (9.200 km aan 26 km/h)
- Bemanning: 197 man

### Bewapening
- 3 × 2 = 6 127-mm (5-inch) kanonnen voor dubbel gebruik op 22 × 25-mm luchtafweer snelvuurkanonnen - op 10 × 13-mm luchtafweer snelvuurkanonnen
- 9 × 610-mm (24-inch) torpedobuizen.
- 36 × dieptebommen